# Kendang

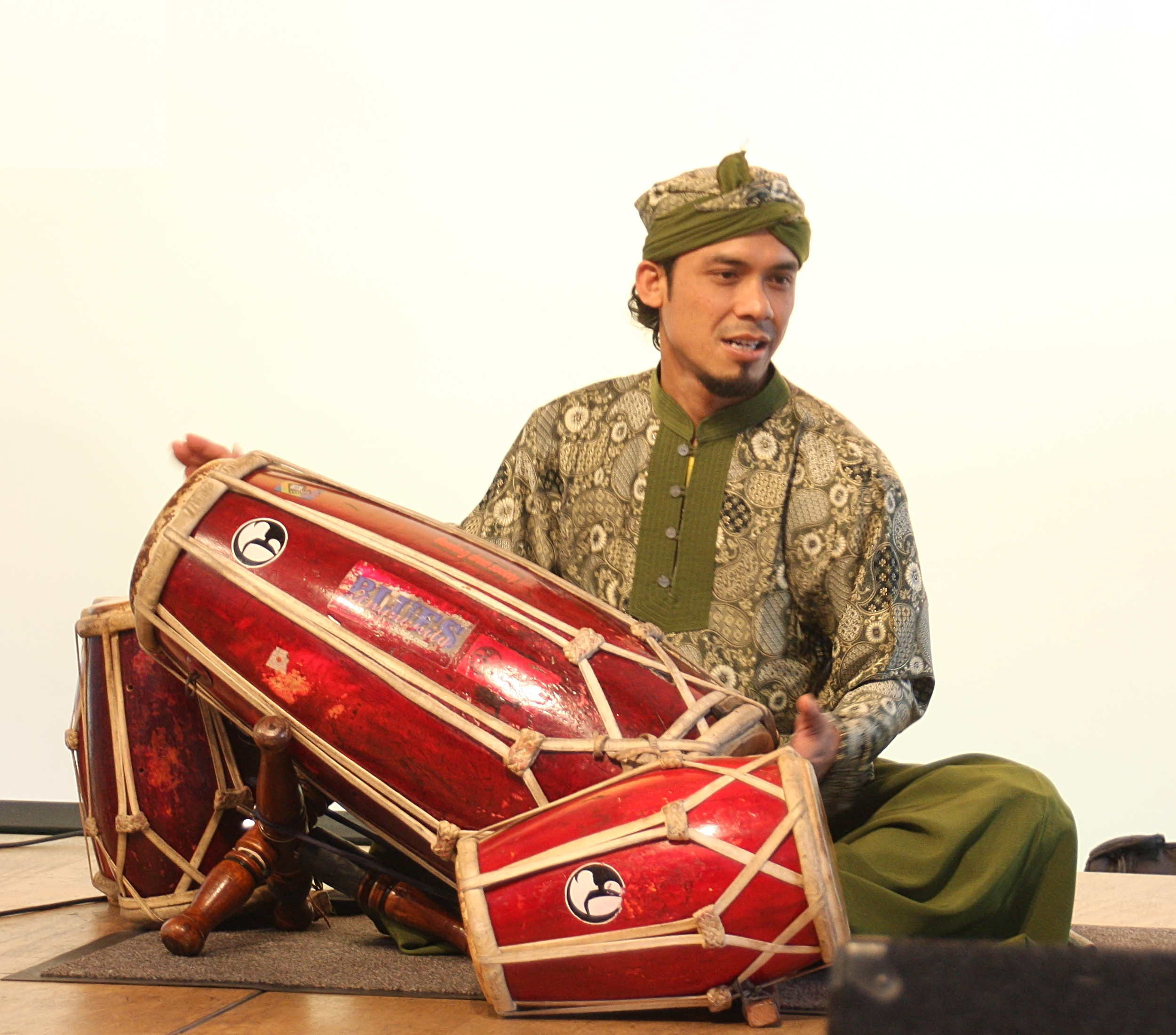
Budi Sofyan der Gamelan-Gruppe SambaSunda spielt auf einem kendang genannten Set von drei Trommeln, das für Java typisch ist.

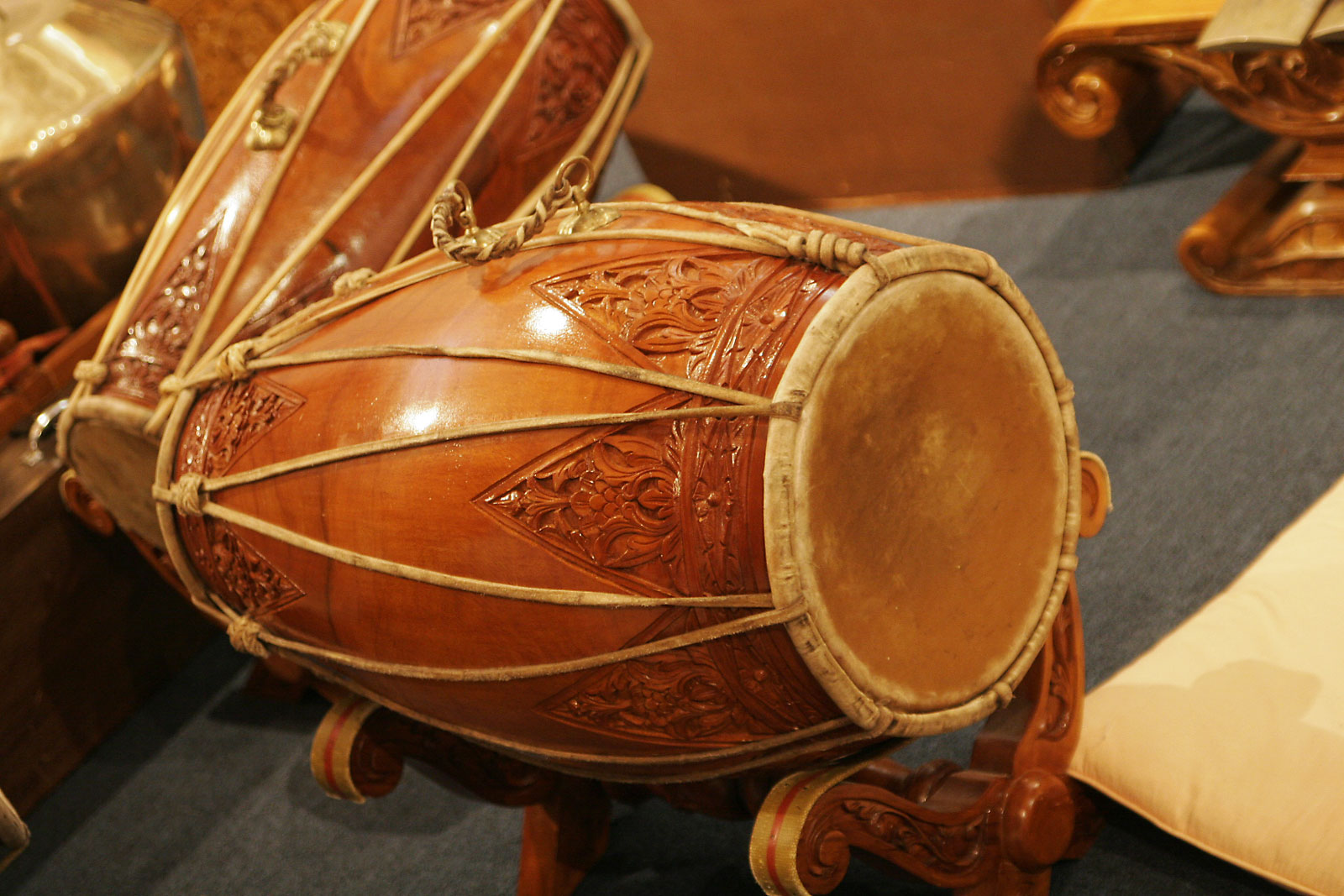
Javanische Kendang

Kendang, kendhang, auch gendang, sind in Indonesien und Malaysia zweifellige, meist fassförmige oder konische Röhrentrommeln aus Holz, deren Membranen mit Schnüren verspannt sind und die üblicherweise mit den Händen geschlagen werden. Eine oder mehrere kendang gehören zu einem Gamelan. Regionale Varianten heißen gandang bei den Dayak in Kalimantan und im Nordwesten von Sumatra, gondang, gordang, gonrang und genderang bei den verschiedenen Batak-Gruppen, geundrang in der Provinz Aceh, ganrang in Süd-Sulawesi und gandar auf der Insel Flores.
In den Gamelan gibt die kendang das Tempo an, markiert Anfang und Ende des Stückes  und zeigt Übergänge an. Die Größe und Spieltechnik ist in den einzelnen Regionen verschieden. Für Bali ist heute eine konische Form typisch, eine asymmetrisch gewölbte Form wird auf Java verwendet, während in der Musik Sumatras zwei stehende und eine liegende Trommeln eingesetzt werden. Eine kleinere Trommel auf Java heißt kolanter. Auf Bali werden zwei Arten von kendang unterschieden: auf der einen Seite mit einem Schlägel, auf der anderen Seite mit der Hand geschlagene cacedugan (auch papanggulan; mit etwa 72 cm Länge, 30 cm Durchmesser) und die beidseitig nur mit den Händen geschlagene (kendang) gupek, die geringfügig kleiner sind (etwa 70 cm Länge, 28 cm Durchmesser).

## Bauform und Verbreitung
Auf die weite Verbreitung der Trommel als ein den Rhythmus bestimmendes Schlaginstrument verweist ein malaiisches Sprichwort: Вegimana bunyi gendang, begitulah tarinya („Wie die Trommel klingt, so ist der Tanz“).
Die kendang ist eine zweiseitig bespannte Röhrentrommel. Auf den drei Inseln gibt es immer zwei Ausprägungen der Trommel, eine männliche und eine weibliche. Von außen betrachtet sehen diese ähnlich aus, dennoch ist der Unterschied im Innern sehr beachtlich. Je nachdem, ob es sich um eine kendang wadon (weiblich) oder eine kendang lanang (männlich) handelt, haben sie eine andere Form im Innern und damit auch eine verschiedene Tonresonanz.
Die „weibliche“ Ausprägung der kendang wadon ist sanduhrförmig und besitzt somit zwei voneinander beinahe getrennte, nur durch ein kleines Loch verbundene Resonanzräume. Diese sind unterschiedlich groß und mit verschieden großen Fellen bespannt. Die Seite mit dem größeren Fell (malu) ist vom Klang her männlich (song lanang), da er trotzdem den kleineren Resonanzraum besitzt. Die gegenüberliegende Seite mit dem kleineren Fell (dori) ist weiblich (song wadon). Die „männliche“ Trommel, die kendang lanang ist annähernd röhrenförmig. In der höfischen Musik wird meist das größere Fell mit der rechten Hand geschlagen.
In Java wird die große kedang gending von der mittelgroßen kendang ciblon und von der kleinen ketipung (oder penuntung) unterschieden. Bei Wayang-Aufführungen, vor allem beim Schattenspiel wayang kulit und früher bei der seltenen Vorführung der Bildrollen wayang beber, sowie zur Tanzbegleitung wird meist eine kendang ciblon verwendet, die klarer und höher klingt als die große Trommel.

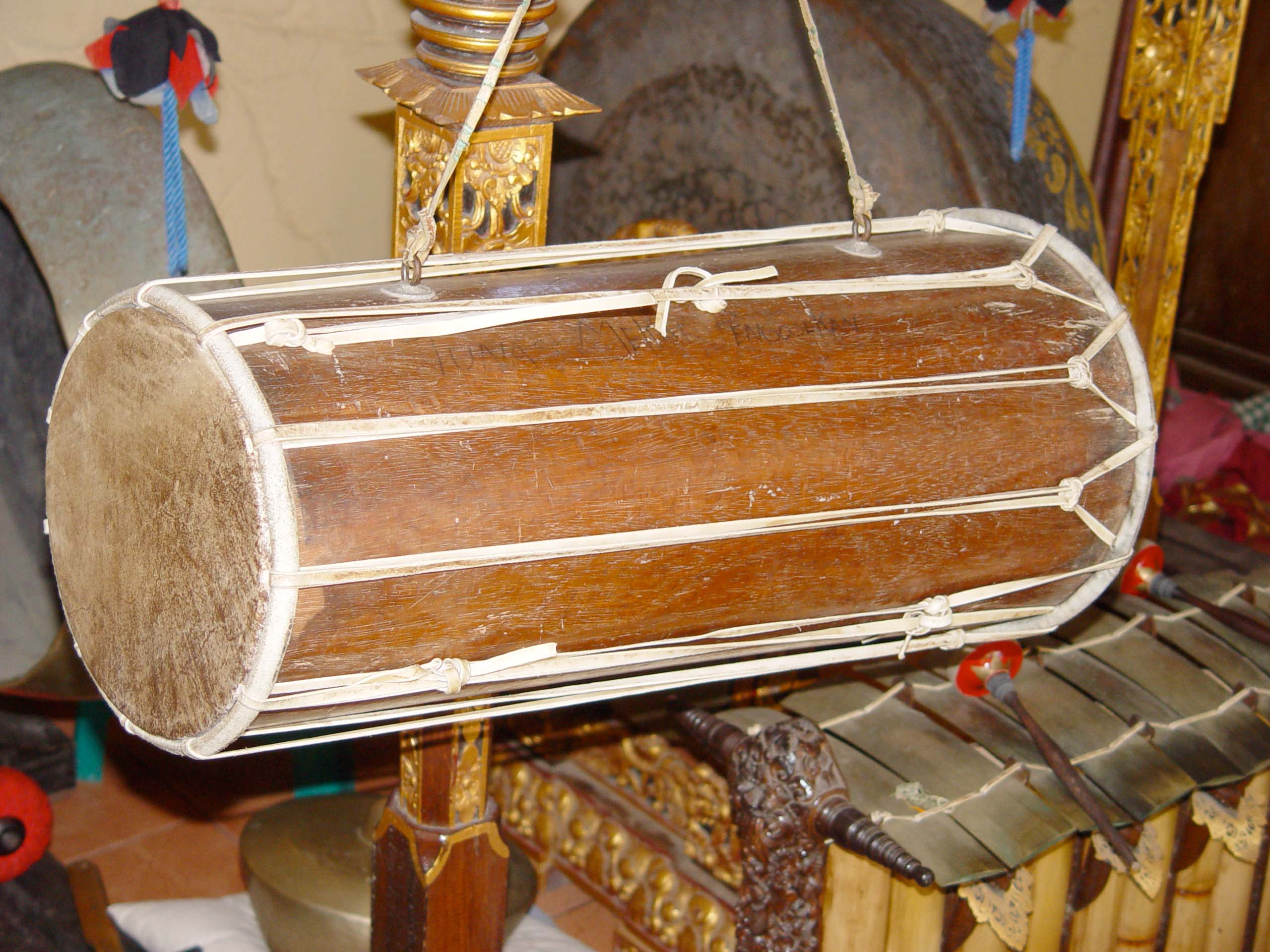
Balinesische Kendang

Die kendang wird auf Bali aus dem Holz des Brotfruchtbaumes Artocarpus integrifolia hergestellt, der bei einer Höhe von bis zu 30 Metern einen Durchmesser bis zu 150 Zentimeter aufweisen kann. Heutzutage ist diese Baumart relativ rar geworden, da die Nachfrage nach Edelhölzern auf den indonesischen Inseln sehr gestiegen ist. Nach dem Schlagen wird das Holz gut abgelagert und erhält den Namen ketewel. Anschließend wird das Kernholz von Rinde und Splintholz befreit und mit einem Hackmesser namens timpas in die für Bali typische konische Form geschlagen. Dann werden sie mit dem pangot, einem sichelförmigen Messer, ausgeschabt und dabei in die spezifische, männliche oder weibliche Trommelform gebracht.
Die Felle (wangkis), die vom Balirind (sampi betina) stammen, werden an den beiden Enden befestigt und anschließend die Außenwände mit Hobeln geglättet. Anschließend ist eine kendang bereit für ihren musikalischen Einsatz.
In Westjava begleitet das Kendang Pencat-Ensemble, in welchem die Kegeloboe tarompet die Melodieführung übernimmt, den Kampftanz Pencak Silat.
Bei den Minangkabau in Westsumatra ist Gandang Tasa (oder Tambua Tasa) ein zeremonielles Ensemble, das bei Prozessionen und anderen Festveranstaltungen im Freien eingesetzt wird. Es besteht aus mehreren gangdang und den in Indonesien nur in dieser Region verwendeten kleinen Kesseltrommeln tasa.
In Bali werden die Trommeln traditionell unter dem Dach hängend aufbewahrt. Häufig werden sie dann abgenommen, um etwa auf rituellen Prozessionen (Gamelan beleganjur) zum Einsatz zu kommen. Um die Trommeln mit einem Aufhänger zu befestigen, werden zwei Löcher gebohrt, durch die ein Eisendraht (juluk) gezogen wird.
Bestimmend für den Klang der Instrumente sind, soweit (wie auf Bali und Java) vorhanden, die Stimmringe (sumpè). Durch bloßes Verschieben der Spannung des Fells kann so der Klang verändert werden. Allerdings gibt es keine genauen Richtlinien bei der Stimmung. Vielmehr werden die kendangs nach „gutem Klang“ gestimmt.
In der Musik von Lombok gehört die kendang zu den javanisch-balinesischen Musikinstrumenten, die von den orthodoxen Muslimen nicht gespielt werden. Sie verwenden anstelle der kendang die Rahmentrommel rebana.
Zu einem anderen Typ von Doppelfelltrommeln, deren Felle nicht an Schnüren verspannt, sondern am Rand aufgenagelt sind, gehört die bedug, die in einem Gestell aufgehängt oder darauf montiert wird. Die bedug kommt nur im zentraljavanischen gamelan sekaten, in anderen Gamelan dagegen nicht vor, sie wird dafür in populären Musikstilen wie dem javanischen Tanjidor verwendet. In Moscheen dient die bedug, die dort auch gendang raya („große Trommel“) genannt wird, ähnlich wie eine Schlitztrommel zur Ankündigung der Gebetszeiten. Ihre sakrale Bedeutung lässt sich vom muslimischen Erbe der an den Sultanshöfen gespielten Kesseltrommel negara oder aus der altmalaiischen Ritualtradition der Bronzekesseltrommeln herleiten.